# 世界の市場を行く
『世界の市場を行く』は、BSジャパンにて放送されている10分番組。ビートルズの音楽にのせて世界中の市場を紹介する。全30回で、頻繁に再放送が行われている。

## 概要
基本的に1番組で1カ所の市場を紹介する。取り上げられる市場は青果市や鮮魚市、伝統工芸市など、多岐に渡る。
BGMはすべてビートルズの楽曲で構成され、オープニングの音楽はオブ・ラ・ディ、オブ・ラ・ダ(Ob-La-Di, Ob-La-Da)の出だしの部分が流れる。

## 放送リスト
|        | 初回放送日    | タイトル                          |
| ------ | ------------- | --------------------------------- |
| 第1回  | 2011年3月11日 | スリランカ・キャンディ            |
| 第2回  | 2011年3月14日 | クロアチア・ザグレブ              |
| 第3回  | 2011年3月15日 | アルゼンチン・ブエノスアイレス    |
| 第4回  | 2011年3月16日 | ボルネオ・クチン                  |
| 第5回  | 2011年3月17日 | 沖縄・那覇                        |
| 第6回  | 2011年3月18日 | パラグアイ・アスンシオン          |
| 第7回  | 2011年3月21日 | フィリピン・セブ島                |
| 第8回  | 2011年3月22日 | カナダ・トロント                  |
| 第9回  | 2011年3月23日 | ニューカレドニア・ヌメア          |
| 第10回 | 2011年3月24日 | フィジー・バヌアレブ島            |
| 第11回 | 2011年3月25日 | イースター島                      |
| 第12回 | 2011年3月28日 | スイス・チューリヒ                |
| 第13回 | 2011年3月29日 | ミクロネシア・チューク            |
| 第14回 | 2011年3月30日 | アイルランド・ゴールウェイ コーク |
| 第15回 | 2011年3月31日 | パラオ・コロール                  |
| 第16回 | 2012年8月13日 | イタリア・アオスタ                |
| 第17回 | 2012年8月14日 | エクアドル・オタバロ              |
| 第18回 | 2012年8月15日 | エクアドル・クエンカ              |
| 第19回 | 2012年8月16日 | ハンガリー・ブダペスト            |
| 第20回 | 2012年8月17日 | ベルギー・ブリュッセル            |
| 第21回 | 2012年8月20日 | ベルギー・リエージュ              |
| 第22回 | 2012年8月21日 | コロンビア・ボゴタ                |
| 第23回 | 2012年8月22日 | カナダ・ケベック                  |
| 第24回 | 2012年8月27日 | アルゼンチン・アンデス地方        |
| 第25回 | 2012年8月28日 | タヒチ・パペーテ                  |
| 第26回 | 2012年8月29日 | ボルネオ・ミリ                    |
| 第27回 | 2012年8月30日 | インドネシア・バリ                |
| 第28回 | 2012年8月31日 | フィリピン・マニラ                |
| 第29回 | 2012年9月3日  | キューバ・ハバナ                  |
| 第30回 | 2012年9月4日  | ニュージーランド・北島            |

## ナレーター
- 石橋みち子

## スタッフなど
- 製作　BSジャパン／ワールドスタッフ